# Red Hat Network
Das Red Hat Network ist eine kostenpflichtige Systemmanagement-Plattform für Red-Hat-Linux- und Red-Hat-Enterprise-Linux-Systeme.
Es bietet Systemadministratoren Werkzeuge, mit denen sie ihre Systeme in ihrem Netz effizient verwalten können. Ein Merkmal ist das modulare Design. Mit dem Wachstum von Netzwerken können Administratoren beliebig erweiterte Ressourcen für System-Updates, Verwaltung und Provisioning der gesamten Infrastruktur hinzufügen.
Das Red Hat Network wird meistens zusammen mit up2date oder yum bei Red-Hat-Enterprise-Linux-Distributionen eingesetzt.